# Werewolf by Night
Werewolf by Night (titulado Hombre lobo por la noche en Hispanoamérica y La maldición del Hombre Lobo en España) es un especial de televisión estadounidense dirigido por Michael Giacchino y escrito por Heather Quinn y Peter Cameron para el servicio de streaming Disney+, basado en el personaje Hombre Lobo de Marvel Comics. Está destinado a ser la primera Presentación Especial de Marvel Studios en el Universo cinematográfico de Marvel (UCM, por sus siglas en español), compartiendo continuidad con las películas de la franquicia. El especial es producido por Marvel Studios, y sigue a un grupo secreto de cazadores de monstruos mientras compiten por una poderosa reliquia mientras se enfrentan a un peligroso monstruo.
Gael García Bernal protagoniza el especial como Jack Russell / Werewolf by Night, junto con Laura Donnelly y Harriet Sansom Harris. El desarrollo del especial había comenzado en agosto de 2021, con Bernal siendo elegido en noviembre. Giacchino se unió en marzo de 2022, antes del inicio del rodaje ese mismo mes en Atlanta, Georgia, que concluyó a fines de abril. El especial se anunció formalmente en septiembre de 2022, cuando Giacchino reveló que también estaba componiendo.
Werewolf by Night se estrenó en Disney+, el 7 de octubre de 2022, como parte del Fase Cuatro del MCU. El especial recibió críticas positivas de los críticos, con elogios por el uso de efectos prácticos, la cinematografía en blanco y negro, las actuaciones (particularmente Bernal y Donnelly), la dirección y la partitura de Giacchino y su historia, y muchos señalaron su desviación de los medios anteriores del MCU. El 20 de octubre de 2023, se estrenó una versión completamente a color del especial, conocida como Werewolf by Night in Color.

## Argumento
Tras la muerte de Ulysses Bloodstone, cinco cazadores de monstruos experimentados, incluido Jack Russell, son convocados por la viuda de Ulysses, Verussa Bloodstone, a la Mansión Bloodstone, donde se les indica que participen en una cacería competitiva para determinar su nuevo líder, que manejará la poderosa Bloodstone. La hija distanciada de Ulysses, Elsa también llega para competir por la Bloodstone, a pesar de que Verussa le advierte que no lo haga.
La caza comienza en un gran laberinto en los terrenos de la mansión, con un monstruo capturado al que se le ha implantado la Bloodstone, como presa de los cazadores. Después de un encuentro con Elsa, Russell encuentra al monstruo, "Ted", un amigo que Russell estaba buscando y tenía la intención de rescatar, mientras que Elsa lucha y mata a uno de los otros cazadores. Russell deja a Ted para llevar a cabo su plan de escape y se reúne con Elsa mientras ella se esconde en un mausoleo. Los dos acuerdan trabajar juntos para liberar a Ted y obtener la Bloodstone. Ted mata a otro de los cazadores y Russell destruye la pared exterior del laberinto para que puedan escapar. Ted huye al bosque después de que Elsa le quita la Bloodstone. Sin embargo, la Bloodstone reacciona violentamente al toque de Russell, indicando que él también es un monstruo, cuando llegan Verussa y los otros cazadores.
Verussa captura a Russell y Elsa, los coloca en una jaula y usa la Bloodstone para desencadenar la transformación de Russell en su forma de hombre lobo. En lugar de matar a Elsa como pretendía Verussa, el hombre lobo rompe la jaula y mata a los guardias de Verussa, pero Verussa lo somete usando la Bloodstone. Elsa también escapa, mata a los dos cazadores restantes y evita que Verussa mate al hombre lobo. El hombre lobo ataca a Elsa, pero no le hiere al reconocerla y abandona la mansión. Verussa, furiosa, intenta matar a Elsa, pero es incinerada por Ted, quien luego se va a buscar a Russell mientras Elsa toma posesión de la mansión y la Bloodstone. Al día siguiente, Russell se despierta en el bosque en su forma humana con Ted cuidándolo, y se complace en saber que Elsa está a salvo.

## Reparto y personajes
- Gael García Bernal como Jack Russell / Werewolf by Night:
Un cazador de monstruos que ha sido afectado por una maldición que lo convierte en un hombre lobo.[3] Bernal estaba intrigado por "la idea de todo el tapiz de una vida" para Russell y lo que significaba para él convertirse en un hombre lobo.[4] Para prepararse para el papel, Bernal leyó sobre la mitología de los hombres lobo y criaturas mitad humanas de varias culturas alrededor del mundo, así como los cómics que lo presentaban y ver películas de terror más antiguas.[5] Inicialmente, Bernal tardó cuatro horas en ponerse el disfraz de hombre lobo y maquillarse, y el tiempo se volvió "bastante rápido" al final del rodaje.[6] Para el maquillaje del hombre lobo, Giacchino calificó de "increíblemente importante" que Russell, a quien Giacchino sentía que había vivido durante mucho tiempo y había sobrevivido a su familia, tuviera alguna conexión con su historia y su familia y una manera de recordar "quién era y de dónde venía, y qué era importante".[7]
- Laura Donnelly como Elsa Bloodstone:
La hija distanciada de Ulysses Bloodstone a quien no le gusta la tradición de su familia de cazar monstruos.[8] Donnelly se sintió atraída por la capacidad de lucha del personaje y por poder hacer el trabajo de acrobacias asociado con sus escenas de acción.[9]El director Michael Giacchino no quería que la versión del MCU del personaje fuera hipersexualizada como lo es la versión de los cómics, ni que tuviera sus armas de fuego. Continuó: "Quería que fuera ruda, por supuesto, pero quería que fuera inteligente, quería que fuera vulnerable, solo quería que fuera una persona real", que creía que Donnelly encarnaba "en espadas".
- Harriet Sansom Harris como Verusa:
La viuda de Ulysses y madrastra de Elsa Bloodstone que lidera el grupo secreto de cazamonstruos.[10][11] Harris dijo que Verussa estaba "muy interesada en el control" y, con la muerte de Ulysses, puede asumir un papel más destacado y poderoso.[11]

También aparecen como cazamonstruos adicionales Kirk R. Thatcher como Jovan, Eugenie Bondurant como Azarel, Leonardo Nam como Liorn, y Daniel J. Watts como Barasso. Al Hamacher aparece como Billy Swan, el sirviente de los Bloodstone; Carey Jones interpreta al Hombre Cosa, una criatura del pantano, con el editor del especial Jeffrey Ford proporcionando vocalizaciones adicionales; David Silverman aparece como el músico tocando la tuba en llamas; Rick Wasserman narra la secuencia de apertura del especial; y Richard Dixon da voz a Ulysses Bloodstone, el difunto padre cazador de monstruos de Elsa que originalmente manejaba la Bloodstone y se ha convertido en un cadáver parlante. Erik Beck era un titiritero en el especial.

## Producción

### Desarrollo
El personaje de Marvel Comics, Werewolf by Night fue planeado para un largometraje en mayo de 2001, para ser licenciado por Marvel Studios y distribuido por Dimension Films, con una historia desarrollada por Avi Arad, Kevin Feige y Ari Arad de Marvel Studios. Hans Rodionoff estaba escribiendo el guion en junio de 2002 tras varios borradores de John Fasano, y Crystal Sky Pictures se encargó de coproducir la película. En febrero de 2003, Robert Nelson Jacobs estaba escribiendo la película, con Steven Paul y Patrick Ewald produciendo para Crystal Sky junto a Brad Weston y Nick Phillips para Dimension Films. A principios de marzo de 2004, el proyecto se anunció en el American Film Market para su distribución, y en noviembre, Crystal Sky se preparaba para rodar la película en el Reino Unido durante los seis meses siguientes. En noviembre siguiente, Crystal Sky tenía previsto anunciar en breve un director y un reparto, y comenzar el rodaje en 2006, pero esto no se materializó. Marvel Studios tenía la intención de utilizar el personaje en un proyecto del Universo cinematográfico de Marvel (MCU) ya en febrero de 2019, cuando Kevin Smith fue informado de que no podía presentar a Hombre Lobo de Noche en su entonces planificada serie animada de Marvel Television Howard the Duck debido a los propios planes de Marvel Studios. Además, Howard the Duck junto con M.O.D.O.K. (2021), Hit-Monkey (2021) y Tigra & Dazzler fueron planeados para conducir a un evento cruzado The Offenders, que se habría titulado The Offenders: Giant Sized Man Thing, con todos los personajes conociendo al monstruo del pantano Hombre Cosa; el cruce se canceló en parte una vez más debido a los planes de Marvel Studios para el personaje.
En agosto de 2021, Marvel Studios estaba desarrollando un especial de televisión con temática de Halloween para Disney+ que, al parecer, se centraba en el Werewolf by Night, aunque no estaba claro si se presentarían las versiones de Jack Russell o Jake Gómez del personaje. A principios de mes, Production Weekly había incluido un proyecto de Werewolf by Night en su informe de próximos proyectos en desarrollo. Michael Giacchino fue contratado para dirigir el especial de una hora de duración para marzo de 2022, después de haber compuesto la música a varias películas del MCU, y de haberse rumoreado que dirigiría un proyecto de Marvel y Disney+ desde diciembre de 2021; Giacchino dirigió previamente el cortometraje de 2018, Monster Challenge y el episodio animado «Ephraim y Dot» de Star Trek: Short Treks (2019). Cuando Feige le preguntó a Giacchino en qué propiedad de Marvel Comics quería trabajar, el productor se sorprendió inicialmente al escuchar el interés de Giacchino en «Werewolf by Night», pero se entusiasmó después de discutir más a fondo sus ideas. Algunos se referían al proyecto como Werewolf by Night, aunque The Hollywood Reporter señaló que podría tener un título diferente. Giacchino confirmó que estaba dirigiendo el especial en junio de 2022, calificándolo como un proceso agradable pero "desafiante".
En septiembre de 2022, Marvel Studios reveló oficialmente el especial, titulado Werewolf by Night. El especial se describió como la "primera presentación especial" de Marvel Studios, comercializado como una "Presentación Especial de Marvel Studios". Tiene una duración de 53 minutos. No había un mandato sobre la duración del especial, pero todos los creativos creían que debería durar alrededor de una hora. Giacchino abordó el especial como un episodio de The Twilight Zone, en el que presentaría "una noche en la vida de [Jack Russell y Elsa Bloodstone], y ver qué sucede". Esto les permitió evitar tener que cubrir más de una historia de origen de lo necesario, o configurando lo que sucedería después de los eventos del especial. Feige, Stephen Broussard, Louis D'Esposito, Victoria Alonso y Brad Winderbaum de Marvel Studios actúan como productores ejecutivos.

### Guion
Heather Quinn y Peter Cameron coescribieron el guion, de una historia de Quinn; Quinn escribió anteriormente para la serie de Disney+, Hawkeye  (2021) y Cameron escribió para WandaVision (2021) y Moon Knight (2022). Se le pidió a Quinn que hiciera un pitch para el especial mientras trabajaba en el set de Hawkeye a principios de 2021. Trabajó de cerca con Giacchino para crear la historia del especial.
Giacchino dijo que el especial estaba inspirado en las películas de terror de las décadas de 1930 y 1940, comparándola con la película Poltergeist (1982), que fue una gran influencia para el especial, en el sentido de que tendría "el nivel adecuado de sustos". Otras inspiraciones incluyeron The Twilight Zone, King Kong (1933) y El hombre lobo (1941), con Giacchino llamando a Werewolf by Night una "carta de amor" a estas inspiraciones de terror. Además, Giacchino trató de acercarse a la especial con un "centro moral" más allá de "solo sangre y tripas". Disney+ declaró que el especial "evocaría una sensación de pavor y macabro, con mucho suspenso y sustos en el camino". Feige llamó al especial "divertido", y agregó que también era "un poco más oscuro [y] un poco más aterrador" que el resto del contenido del estudio. Los elementos del personaje «Werewolf by Night» se modificaron de los cómics para permitir que la historia funcionara en un entorno más moderno; Quinn citó a los números de Werewolf by Night, Carnival of Fear y The Danger Game, y los títulos Man-Thing, Bloodstone y Monsters Unleashed como inspiración de los cómics para el especial. El especial también presenta a Man-Thing, por sugerencia de Feige. Solo se hace referencia a Man-Thing como Ted en Werewolf by Night, con Giacchino queriendo llamarlo por su nombre real como "una forma de humanizarlo". También hubo consideraciones para referirse a él como un «Giant-Size Man-Thing»; en español: "Hombre-Cosa de Tamaño Gigante" (una referencia a uno de sus títulos de cómics) pero esto y otros "nunca se sintieron del todo bien" y parecían "demasiado descarados".
Giacchino había asumido que Werewolf by Night sería clasificado TV-MA debido al uso de sangre y los elementos de miedo, pero sintió que estar en blanco y negro ayudó a que fuera clasificado TV-14. Werewolf by Night no brinda detalles exactos sobre cómo encaja en el MCU, pero Giacchino lo describió como "dentro del reino" del MCU. Agregó que "no era importante" mostrar el "dónde, cuándo, cómo" de cómo Werewolf by Night encaja dentro del MCU. La introducción del especial brinda contexto sobre cómo los monstruos han existido previamente dentro del MCU, a pesar de que no se mencionan anteriormente, de la misma manera que la película Eternals (2021) entretejió los Eternals en la historia de fondo del MCU. En la introducción se presenta una ilustración de los Vengadores, que se agregó después de que el público en las primeras proyecciones de prueba buscara y cuestionara por qué los personajes establecidos del MCU no aparecieron. Giacchino quería que Werewolf by Night estuviera en gran medida separada del MCU más amplio, pero admitió que esta ilustración ayudó a ubicar el especial dentro del MCU y hacer una conexión para el público de que esos personajes están "bien. Viven en este mundo". Son parte de esto, simplemente no serán vistos" en el especial.
Giacchino tiene "una idea muy específica" de cómo encaja el especial en el MCU que usó como referencia personal al hacer el especial, pero no lo había discutido con Marvel Studios. El especial es en gran medida una historia independiente dentro del MCU, sin apariciones de personajes establecidos, aunque se consideró incluir a Blade. Al analizar más a fondo el lugar de Werewolf by Night dentro de la línea de tiempo del MCU, Giacchino explicó que no había sido diseñado con un lugar específico en mente, sólo que "existe alrededor del tiempo en que existen esos personajes", y consideró que "si algún día tendría sentido descubrir qué espacio de tiempo es mejor para ello", entonces eso podría determinarse en el futuro.

### Casting
A finales de agosto de 2021, se buscaba un actor latino masculino de unos 30 años para el papel principal del especial, con Gael García Bernal siendo elegido para el papel en noviembre. En enero de 2022, Laura Donnelly fue elegida para un papel no revelado. Bernal y Donnelly no tuvieron que hacer una audición, ya que Giacchino se acercó directamente a Bernal y eligió a Donnelly dado que era fanático de su trabajos previos. En septiembre, Bernal y Donnelly fueron confirmados respectivamente como Jack Russell / Werewolf by Night y Elsa Bloodstone,  adiciones al elenco que incluyeronn a Harriet Sansom Harris como Verussa Bloodstone, Al Hamacher como Billy Swan, Eugenie Bondurant como Azarel, Kirk R. Thatcher como Jovan, Leonardo Nam como Liorn, Daniel J. Watts como Barasso, Carey Jones como Ted / Man-Thing, con el editor del especial Jeffrey Ford proporcionando vocalizaciones adicionales, y Richard Dixon dándole voz a Ulysses Bloodstone. Jovan se basó libremente y se inspiró en el personaje de cómics, Joshua Kane.

### Diseño
Maya Shimoguchi se desempeñó como diseñadora de producción, después de haber trabajado previamente en la serie de Marvel Studios, Hawkeye (2021), y en la película del MCU Thor (2011) como directora de arte supervisora. Shimoguchi creó "un ambiente ricamente texturizado" de concreto para la rotonda y el jardín que evocaba el cine negro. El fresco en el pasillo de la Mansión Bloodstone que a la que se hizo referencia, la historia de los monstruos en el UCM se inspiró en el Tapiz de Bayeux.
Para el diseño del Hombre lobo en el especial, Giacchino disfrutó de poder ver la cara y los ojos de un actor en los diseños de películas más antiguas como Werewolf of London (1935) ya que "mantuvieron las cualidades humanas", con «Werewolf by Night» luciendo más como Larry Talbot / The Wolf Man de The Wolf Man que un diseño más parecido a un monstruo creado a través de CGI en películas más modernas. Mayes C. Rubeo se desempeñó como diseñadora de vestuario, después de hacerlo para Thor: Ragnarok (2017), WandaVision ( 2021) y Thor: Love and Thunder (2022).

### Rodaje
Se esperaba que el rodaje comenzara a finales de marzo de 2022 en Trilith Studios en Atlanta, Georgia, bajo el título provisional, Buzzcut, y había comenzado el 29 de marzo. Zoë White actúa como directora de fotografía. Anteriormente se esperaba que el rodaje comenzara en febrero para durar un mes hasta marzo de 2022. Werewolf by Night empleó muchos efectos prácticos, como la transformación de Russell en un hombre lobo. El supervisor de efectos visuales Joe Farrell ayudó con esto, que "tomó meses para diseñar y descubrir" cómo ejecutarlo. La transformación se ve principalmente desde la perspectiva de Elsa, que se hizo porque Giacchino sintió que sería más aterrador si no se mostraba completamente la transformación a la audiencia. Los únicos elementos CGI eran las barras de la jaula, ya que las prácticas tenían que quitarse al filmar para lograr la proyección de sombra adecuada desde el proyector. Otra técnica práctica utilizada fue filmar varios momentos hacia atrás para luego invertirlos durante la edición, como Verussa siendo agarrada por el Hombre lobo; se filmó a la actriz Samson comenzando contra la jaula y luego se la apartó de ella.
Man-Thing se realizó a través de una combinación del actor Carey Jones en un traje práctico, animatrónicos y efectos prácticos y CGI. KNB EFX Group creó un práctico animatrónico Man-Thing de tamaño real que se usó para una referencia en el set. Giacchino notó que los otros monstruos en el especial fueron creados con efectos prácticos, como la marioneta animatrónica Ulysses Bloodstone, y que los elementos CGI solo se usaron para Man-Thing porque no habrían podido crearlo sin ellos, aunque intentaron usar el animatrónico para todo el especial. Algunos de los "elementos más brutales" del especial y su las secuencias de lucha se concibieron el día de la filmación. El rodaje duró 18 días, y concluyó a fines de abril de 2022.

### Posproducción
Jeffrey Ford se desempeñó como editor del especial, después de haberlo hecho anteriormente para los medios anteriores del MCU. El especial se filmó en color y las primeras ediciones también lo fueron. Giacchino esperaba poder estrenarlo en blanco y negro y finalmente creó un corte en blanco y negro para mostrar a Feige; explicó que Marvel Studios estaba de acuerdo con el ser especial en blanco y negro después de verlo de esa manera, y señaló que era "lo correcto para el espíritu de la historia que estábamos contando". El coproductor ejecutivo Brian Gay señaló además que la cinematografía en blanco y negro rindió homenaje a las películas clásicas de monstruos y enfatizó la singularidad del especial de otras propiedades de MCU. El final de las transiciones especiales a color, con Giacchino haciendo esto para mostrar que "la pesadilla ha terminado" para Elsa y que "las cosas ahora están cambiando y evolucionando y, con suerte, el futuro será un lugar más brillante". El especial se imprimió en una película en blanco y negro, y luego se volvió a escanear digitalmente para lograr una apariencia y calidad de película. También se incluyeron marcadores de cambio de carrete agregado para mejorar el aspecto estilístico. Los efectos visuales fueron creados por JAMM, Zoic Studios, Base FX, SDFX Studios y Digital Domain.

### Música
Giacchino también compuso el especial además de dirigir, y escribió el tema del especial antes del rodaje, lo que le permitió modificarlo durante ese proceso. Presentaba extractos musicales durante la reunión en la preproducción o antes del rodaje para ayudar a transmitir el tono que estaba imaginando lo que se estaba discutiendo. Gran parte de la partitura se compuso mientras Giacchino editaba el especial, lo que le permitió presentar nuevas ideas a Ford en el momento, quien posteriormente sugeriría otra edición basada en sobre esa nueva música. Si bien gran parte de la partitura es orquestal, Giacchino usa sintetizadores y cajas de ritmos en la música de los créditos finales. Hizo esto para "sacudir las cosas" musicalmente después de que gran parte de la música anterior fuera más clásica, y para recordar al público que el especial seguía siendo una historia moderna a pesar de su sensación e influencias más antiguas. El especial también presentó las canciones «I Never Had a Chance» de Irving Berlin, «Wishing (Will Make It So)» de Vera Lynn, y «Over the Rainbow» de Judy Garland. La partitura del especial fue lanzada digitalmente por Marvel Music y Hollywood Records, el 7 de octubre, con cuatro pistas adicionales lanzadas el 27 de octubre de 2022, como parte de una edición actualizada del álbum de la banda sonora.
En octubre de 2023 se produjeron dos presentaciones "en vivo" con la Minnesota Orchestra, el 4 de octubre y la National Symphony Orchestra, el 21 de octubre. La primera mitad de la actuación examinó antiguas películas de terror y cómo se utilizaba la música con ellas, mientras que en la segunda mitad las orquestas interpretaron la partitura de Werewolf by Night en vivo durante una proyección del especial.
| Marvel Studios' Werewolf by Night (Original Soundtrack) |                                  |          |  |
| N.º                                                     | Título                           | Duración |  |
| 1.                                                      | «A Marvel Special Presentation»  | 0:12     |  |
| 2.                                                      | «Mane Title»                     | 3:02     |  |
| 3.                                                      | «Hall of Shame»                  | 1:00     |  |
| 4.                                                      | «Ulysses’s Rant»                 | 3:24     |  |
| 5.                                                      | «There Is No Peace Without Tuba» | 4:17     |  |
| 6.                                                      | «Scot Free»                      | 0:47     |  |
| 7.                                                      | «A Farewell to Arm»              | 3:27     |  |
| 8.                                                      | «Cryptic Messages»               | 0:59     |  |
| 9.                                                      | «Tales from the Crypt»           | 2:29     |  |
| 10.                                                     | «Elsa's Ted Talk»                | 3:17     |  |
| 11.                                                     | «Beach Blanket Betrayal»         | 3:23     |  |
| 12.                                                     | «Where's Wolf»                   | 4:01     |  |
| 13.                                                     | «I Don't Know Jack»              | 3:12     |  |
| 14.                                                     | «Mane on Ends»                   | 1:58     |  |
| 15.                                                     | «End Shredits»                   | 4:21     |  |
| 16.                                                     | «Mane Theme – Piano Arrangement» | 1:35     |  |

## Mercadotecnia
El avance y el póster del especial se revelaron en la D23 Expo de 2022. El tráiler se destacó por aparecer en blanco y negro y con otros elementos cinematográficos que se asemejan a las películas de terror clásicas. Maggie Boccella de Collider sintió que el tráiler fue "presentado como una película de Hammer Horror de la vieja escuela", comparándolo con las obras de Lon Chaney y Bela Lugosi, ambos actores conocidos principalmente por su papeles en películas de terror. Amanda Lamadrid de Screen Rant calificó el tráiler como "impactante y único", y dijo que muestra a Marvel "apostando por el factor de los gritos clásicos" mientras agrega que el especial se ve "diferente a cualquier proyecto del MCU anterior".

## Estreno
Werewolf by Night se estrenó en Disney+, el 7 de octubre de 2022. Se realizó una proyección especial en el Fantastic Fest en Austin, Texas, el 25 de septiembre de 2022, y en el Hollywood Forever Cemetery, el 6 de octubre como parte de una evento de Disney+ con temática de Halloween llamado «Hallowstream» junto con el episodio de WandaVision, «All-New Halloween Spooktacular!» (2021). Se realizó una proyección adicional el 13 de octubre de 2022 en el New Beverly Cinema, y el especial se presentó en película de 35 mm. Forma parte de la Fase Cuatro del UCM. Werewolf by Night estuvo disponible en Hulu desde el 15 de septiembre hasta el 31 de octubre de 2023, como parte de su programación "Huluween".

## Recepción

### Audiencia
Según TV Time de Whip Media, Werewolf by Night fue la película más vista en streaming para los espectadores en los Estados Unidos durante la semana que finalizó el 9 de octubre de 2022, la segunda más reproducida durante la semana que finalizó el 16 de octubre, la tercera más reproducida durante la semana que finalizó el 23 de octubre, y la sexta más reproducida durante la semana que finalizó 30 de octubre.

### Respuesta crítica
El sitio web del agregador de reseñas, Rotten Tomatoes informó una calificación de aprobación del 89 %, con una puntuación promedio de 7.5/10, según 111 reseñas. El consenso de los críticos del sitio web dice: "Una historia espeluznante contada con una economía tensa, Werewolf by Night es una entrada destacada de Marvel que demuestra que Michael Giacchino es un director tan atmosférico y habilidoso como compositor". Metacritic, que usa un promedio ponderado, asignó el especial una puntuación de 69 sobre 100 basada en 17 críticos, lo que indica "críticas generalmente favorables".
Jordan Moreau de Variety llamó a Werewolf by Night "un primer esfuerzo triunfal para perder las capas y el spandex y profundizar en más territorio de género para Marvel" y disfrutó de la presentación de Russell y Bloodstone al MCU, notando particularmente la apariencia de Man-Thing, a la que llamó el "MVP" (jugador más valioso) del especial, aunque sintió que los otros personajes eran olvidables. Moreau no estaba tan interesado en el aspecto del hombre lobo, deseando que fuera más "intimidante o corpulento" como las criaturas de otras películas de monstruos. Escribiendo para The Hollywood Reporter, Daniel Feinberg dijo: "Con solo 52 minutos y una trama y personajes secundarios decididamente ligeros, es algo leve pero bastante divertido, elevado por encima de ser un mero ejercicio de estilo por las actuaciones principales de Gael García Bernal y Laura Donnelly". Aplaudió el diseño de la Mansión Bloodstone y los "homenajes espeluznantes antiguos", pero deseó que Giacchino y White hubieran "empujado los extremos de la estética aún más" de lo que lo hicieron. Feinberg calificó la partitura de Giacchino como "el elemento sobresaliente que une todo". En su reseña de Rolling Stone, David Fear dijo que "Werewolf by Night se siente menos como un desvío de la franquicia que un divertido viaje de un día a un territorio de género previamente no pisoteado". Continuó diciendo que la dirección de Giacchino tenía "un gran sentido de cómo mantener un estado de ánimo sin perder el impulso" y elogió la cinematografía y la transformación del hombre lobo de Russell.
Chris Evangelista de /Film le dio a Werewolf by Night un 7 sobre 10, y describió el especial de televisión como "un rápido, violento y divertido homenaje a una película de monstruos, y es perfecto para Halloween". Elogió el uso de efectos prácticos para la representación del hombre lobo en oposición al CGI y los estilos cinematográficos en blanco y negro. Germain Lussier en Gizmodo describió el especial como "un corto hermoso, exagerado y entretenido que funcionaría incluso si no tuviera nada que ver con Marvel". Sintió que el ritmo del especial le impedía asimilar completamente todos los personajes y encuentros presentados. Marisa Mirabal de IndieWire le dio al especial "B+", disfrutando del trabajo de diseño de Shimoguchi y White, la "partitura mas larga que la vida" de Giacchino y el uso de efectos prácticos. Aunque quedó impresionada por el equilibrio de la violencia y la comedia en el especial, junto con una historia "concisa y precisa", señaló que debido a su corta duración, "los personajes no pudieron desarrollarse ni explorarse por completo".

### Reconocimientos
| Premio                                              | Fecha de ceremonia    | Categoría                                                        | Receptor(es)          | Resultado | Ref(s)        |
| --------------------------------------------------- | --------------------- | ---------------------------------------------------------------- | --------------------- | --------- | ------------- |
| International Film Music Critics Association Awards | 23 de febrero de 2023 | Mejor banda sonora original para una película de terror/suspense | Michael Giacchino     | Nominado  | [ 94 ]        |
| Critics' Choice Super Awards                        | 16 de marzo de 2023   | Mejor serie de superhéroes, miniserie o película para televisión | Werewolf by Night     | Nominada  | [ 95 ]        |
| Critics' Choice Super Awards                        | 16 de marzo de 2023   | Mejor villana de una serie                                       | Harriet Sansom Harris | Nominada  | [ 95 ]        |
| Saturn Awards                                       | 4 de febrero de 2024  | Mejor presentación televisiva                                    | Werewolf by Night     | Ganadora  | [ 96 ] [ 97 ] |
| Saturn Awards                                       | 4 de febrero de 2024  | Mejor estrella invitada en una serie de televisión               | Gael García Bernal    | Nominado  | [ 96 ] [ 97 ] |

## Otros medios

### Director by Night
En septiembre de 2022, se anunció un documental de Werewolf by Night de Marvel Studios Unscripted Content y el hermano de Michael Giacchino, Anthony Giacchino, quien se desempeñó como escritor y director. El documental, titulado Director by Night, va detrás de cámaras durante la realización del especial y explora el estilo, la visión y el sueño de Michael Giacchino para dirigir, e incluirá metraje en película de 8 mm que Giacchino filmó en su infancia.  Director by Night estrenó en Disney+ el 4 de noviembre de 2022, comercializado como una "Presentación especial de Marvel Studios".

### Werewolf by Night in Color
En septiembre de 2023 se reveló una versión en color del especial, Werewolf by Night in Color. Comenzaron las discusiones y pruebas para estrenar una versión en color. Mientras terminaba la producción de la versión original en blanco y negro en 2022, Giacchino señaló que el aspecto del especial con color se consideró durante el rodaje en caso de que pudieran estrenar de esa manera. Cada escena de Werewolf by Night fue examinada para determinar sus ajustes de color, asegurando que los cambios por escena crearan una apariencia unificada. Los creativos utilizaron el escaneo de la película del especial para reexaminar su color y asegurarse de que las decisiones que tomaron coincidieran con el aspecto de la película. Giacchino comparó el estreno con las películas de terror estrenadas por Hammer Film Productions que tenían "colores saturados e iluminación intensa". Le preocupaba cómo el estreno a todo color impactaría el final del especial, que ve el cambio especial de blanco y negro a color cuando Elsa aporta "color a un lugar que durante años fue una parte triste de su vida". pero afirmó que "todavía sentía los mismos sentimientos" y lo calificó como "simplemente una experiencia diferente". El uso de sangre en el especial no tuvo que modificarse en términos de la cantidad vista o el color;  esto había sido una preocupación al estrenar la versión en blanco y negro con respecto a cómo afectaría la clasificación del especial.
Werewolf by Night in Color se proyectó en North Hollywood el 15 de octubre de 2023, junto con una discusión con Giacchino, y se estrenó en Disney+ como parte de su programación "Hallowstream" en 20 de octubre de 2023. Giacchino esperaba crear una versión de 35 mm del especial "In Color" como se había hecho con el original.

## Futuro
En septiembre de 2022, Gay dijo que Werewolf by Night comenzaría a explorar una variedad de monstruos que han existido en el MCU durante siglos, como las obras de arte que aparecen en el especial. Además, afirmó que la idea era que esos monstruos aparecieran en proyectos futuros. Gay también explicó que el final del especial dejó intencionalmente a Russell y Bloodstone "totalmente cambiados" y en "un espacio que esperar encontrarse a sí mismos", y sintió que era el comienzo para sus personajes, pero no estaba seguro de si regresarían. Feige dijo que el especial presentaría una parte del MCU que se volvería "muy importante" para su futuro. En octubre de 2023, aunque aclaró que no había planes inmediatos para más proyectos, Giacchino declaró que tenía ideas "locas" para historias adicionales con estos personajes.